# Егійон
Егійо́н, Еґійон (фр. Aiguillon) — муніципалітет у Франції, у регіоні Нова Аквітанія, департамент Лот і Гаронна. Населення — 4118 осіб (01.01.2021).
Муніципалітет розташований на відстані близько 530 км на південь від Парижа, 95 км на південний схід від Бордо, 25 км на північний захід від Ажена.

## Демографія
Динаміка населення (INSEE ):

## Економіка
2010 року серед 2531 особи працездатного віку (15—64 років) 1726 були активними, 805 — неактивними (показник активності 68,2%, у 1999 році було 67,8%). З 1726 активних мешканців працювало 1396 осіб (759 чоловіків та 637 жінок), безробітними було 330 (150 чоловіків та 180 жінок). Серед 805 неактивних 241 особа була учнем чи студентом, 262 — пенсіонерами, 302 були неактивними з інших причин.

У 2010 році в муніципалітеті числилось 1781 оподатковане домогосподарство, у яких проживали 4275,5 особи, медіана доходів виносила 14 451 євро на одного особоспоживача